# USS Seawolf (SS-197)
USS Seawolf (SS-197) – amerykański okręt podwodny typu Sargo, jeden z najskuteczniejszych okrętów amerykańskiej floty podczas wojny podwodnej na Pacyfiku. Zwodowany 15 sierpnia 1939 w stoczni Portsmouth Naval Shipyard, wszedł do służby w amerykańskiej marynarce 1 grudnia 1939 a dowódcą został komandor podporucznik Frederick Burdett Warder.
Seawolf opuścił Portsmouth 12 kwietnia 1940 skąd udał się w rejs próbny, który trwał do 21 czerwca i zaprowadził go aż do Strefy Kanału Panamskiego. Został następnie przydzielony do Floty Pacyfiku z portem macierzystym w San Diego. Jesienią 1940 udał się do Zatoki Manilskiej. Gdy rozpoczęła się wojna z Japonią, okręt wyszedł na swój pierwszy patrol bojowy w dniach 8-26 grudnia 1941.

## Służba na Pacyfiku
Gdy rozpoczęła się wojna z Japonią, okręt wyszedł na swój pierwszy patrol bojowy w dniach 8-26 grudnia 1941.  W dniu 14 grudnia 1941 po zauważeniu dużego statku, którym był Sanyo Maru (8360 BRT), wystrzelił osiem torped w jego kierunku bez skutku. Pomimo trafień torpedy z powodu wadliwych zapalników nie eksplodowały. Wkrótce został poddany pierwszemu atakowi bombami głębinowymi, ale nie odniósł żadnych uszkodzeń.
Po powrocie do Manilii 31 grudnia 1941 został skierowany do Australii i dotarł do portu w Darwin 9 stycznia 1942. Załadował 675 skrzynek amunicji przeciwlotniczej kalibru 12,7 mm do wykorzystania przez siły amerykańskie na Corregidorze. W tym celu wyładowano z okrętu 16 torped pozostawiając tylko te w wyrzutniach. 16 stycznia wypłynął do Zatoki Manilskiej. Okręt podwodny 21 stycznia zauważył siedem japońskich frachtowców w towarzystwie niszczycieli i krążownika, ale nie miał okazji wystrzelić żadnej z ośmiu torped, które miał na pokładzie. Amunicja została rozładowana 28 i 29 stycznia w Corregidorze. Następnie Seawolf załadował 16 torped z bazy, części zamienne do okrętów podwodnych, 25 pasażerów i skierował się do Surabaya na Jawie.
15 lutego wypłynął na następny patrol w okolicy Cieśniny Lombok na Morzu Jawajskim. 9 lutego zaatakował dwa zakotwiczone japońskie transportowce, z których wysadzano desant na wyspie Bali. Po wystrzeleniu do każdego z nich dwu torped nie zaobserwowano wybuchów. Natomiast niszczyciele eskorty przeprowadziły atak z użyciem 43 bomb głębinowych, które zmusiły okręt podwodny do ucieczki. Tydzień później Warder zaatakował torpedami następny statek w eskorcie niszczyciela. Mimo że zauważono uderzenie jednej z torped w burtę statku nie zaobserwowano detonacji a niszczyciel podjął kontratak bombami głębinowymi. Warder już na początku wojny miał cztery doskonałe okazje do zatopienia japońskich jednostek ale z powodu wadliwych zapalników torped Mk XIV wszystkie ataki były nieskuteczne. 
Waleczność Wardera została nagrodzona podczas czwartego patrolu, kiedy na stałe opuścił zagrożoną Jawę. W jednej z zatok Wyspy Bożego Narodzenia 31 marca 1942 wykrył cztery zakotwiczone japońskie lekkie krążowniki w asyście niszczycieli. Zaatakował jeden z nich czterema torpedami z dystansu 900 m. Obserwował bieg torped do ich detonacji i zszedł na większą głębokość w celu przeczekania kontrataku. 1 kwietnia powrócił do zatoki i zobaczył atakowany poprzednio krążownik bez widocznych uszkodzeń. Ponownie zaatakował go trzema torpedami, ale z powodu szybkiego kontrataku okrętów osłony nie mogli obserwować efektu. Po południu japońskie okręty obawiając się ponownych ataków wyruszyli z zatoki i wtedy Seawolf zaatakował ponownie dwoma ostatnimi torpedami z dystansu 1 km. Jedna z nich poważnie uszkodziła lekki krążownik "Naka" (typu Sendai), który został odesłany do Japonia w celu dokonania napraw. Kontratak japońskiej eskorty trwał około 8 godzin. Po pomyślnym uniknięciu ich ataków okręt skierował się do Australii i 7 kwietnia dotarł do Fremantle.
Piąty patrol rozpoczęty 12 maja 1942 wokół Wysp Filipińskich po wielokrotnych atakach na statki japońskie zakończył  się uznaniem zatopienia 15 czerwca statku "Nampo Maru" (1206 BRT). 2 lipca Seawolf powrócił do Fremantle.
Bardziej udany szósty patrol, rozpoczęty 25 lipca 1942, obejmował Morze Sulu po Celebes. 3 sierpnia Seawolf zaatakował zbiornikowiec i zgłosił jego uszkodzenie (później nie zostało potwierdzone) a 14 sierpnia zatopił statek pasażersko-towarowy "Hachigen Maru" (3113 BRT) i 25 sierpnia statek Showa Maru (1349 BRT). Mimo udanego patrolu został skrytykowany za nadmierne użycie torped, sugerując zbyt daleki dystans przeprowadzania ataków, nadal nie biorąc po d uwagę licznych uwag innych dowódców okrętów podwodnych odnośnie wadliwych zapalników torped Mk XIV.
Na siódmy, ostatni patrol pod dowództwem Wardera, Seawolf wyruszył 7 października 1942 w okolice Zatoki Davao, podczas którego nieskutecznie zaatakował statek handlowy w Cieśninie Makasarskiej, ale już 2 listopada w okolicach Davao zaatakował i zatopił statek "Gifu Maru" (2933 BRT), a dzień później zatopił statek pasażersko-towarowy "Sagami Maru" (7189 BRT) zakotwiczony tuż przy plaży w zatoce Talomo. Po pierwszym ataku kiedy torpeda eksplodowała na śródokręciu statek miał 30 stopniowy przechył na prawą burtę i osiadł na płytkiej wodzie. Po drugim ataku, kiedy eksplodująca torpeda uszkodziła rufę statku. Załoga nadal obsadzała przednie działo i z tego powodu dowódca wykonał trzeci atak, po którym załoga w łodziach ratunkowych opuściła statek po opuszczeniu bandery. 8 listopada zatopił napotkany uzbrojony statek "Keiko Maru"" (2929. BRT) i musiał uciekać w głębiny z powodu własnej, wadliwej torpedy, która zaczęła krążyć wokół Seawolfa. 1 grudnia zakończył patrol zawijając do Pearl Harbor.
Następnie okręt skierowano do Stanów Zjednoczonych, gdzie w dniach 10 grudnia 1942 do 24 lutego 1943 w stoczni Mare Island Naval Shipyard dokonano gruntownego remontu i modernizacji, po którymch 13 marca powrócił do Pearl Harbor pod nowym dowództwem komandora podporucznika Royce Lawrence Grossa.
Ósmy patrol w okolicach Wysp Bonin rozpoczął 3 kwietnia. Po otrzymaniu meldunku o statku w eskorcie uzbrojonego trawlera zmierzającym w kierunku Guam, przechwycił go i posłał na dno 15 kwietnia po trzykrotnym ataku torpedowym. Był nim "Kaihei Maru (4575 BRT). Dwie torpedy wystrzelone do trawlera nie osiągnęły celu. 19 kwietnia Seawolf napotkał mały zbiornikowiec i go zatopił, następnie wynurzył się i po podpłynięciu do szalup ratunkowych zabrano trzy koła ratunkowe z nazwą statku, teczkę z dokumentami i mapy. Po wojnie JANAC nie odnalazł potwierdzenia w dokumentach i nie zaliczono tego ewidentnego zatopienia. 23 kwietnia zatopił stary niszczyciel, aktualnie nazywany okrętem patrolowym Nr. 39. W trakcie powrotu do bazy artylerzyści zatopili ogniem działa dwa 75-tonowe sampany. 3 maja 1943 kończy patrol na Midway. 
17 maja 1943 wyrusza na swój dziewiąty patrol wojenny w kierunku Morza Wschodniochińskiego. Napotkał pięć dużych konwojów, gdy krążył od Formozy do Nagasaki. 6 czerwca wystrzelił kilka torped do dużego frachtowca. Jedna torpeda trafiła w cel, ale okazała się niewypałem, a kolejna przeszła pod frachtowcem i trafiła w eskortę. Dwa tygodnie później wystrzelił torpedy do czterech statków. Jeden z nich został trafiony w rufę i zatonął w około dziewięć minut. Był to "Shojin Maru" (4739 BRT} z transportem żołnierzy. Podczas tego patrolu wady torped ponownie dały znać o sobie. Z 16 wystrzelonych torped tylko trzy zadziałały prawidłowo. Seawolf powrócił na wyspę Midway 8 lipca, a cztery dni później wpłynął do Pearl Harbor.
Podczas dziesiątego patrolu w dniach 14 sierpnia - 15 września 1943 na Morzu Wschodniochińskim 31 sierpnia zaatakował konwój złożony z sześciu jednostek. Podczas ponawianych przez trzy dni ataków zatopił "Shoto Maru" (4254 BRT), "Kokko Maru" (5486 BRT), "Fusei Maru" (2256 BRT), który ostatecznie zatopili ogniem armaty pokładowej i uszkodził 840-tonowy torpedowiec "Sagi". Jednocześnie w trakcie patrolu zniszczył dwa sampany podobnej wielkości jak zniszczone w ósmym patrolu. 15 września okręt powrócił do bazy.
Podczas 11. patrolu od 5 października do 27 listopada 1943 Seawolf na Morzu Południowochińskim zatopił 29 października "Wuhu Maru" (3222 BRT), 4 listopada "Kaifuku Maru" (3177 BRT) i uszkodził 10 000 tonowy statek handlowy. Okręt podwodny powrócił do Pearl Harbor 27 listopada, a 22 grudnia 1943 wyruszył na Morze Wschodniochińskie na swój najbardziej udany, dwunasty patrol. Zaatakował konwój siedmiu statków i eskorty w nocy z 10 na 11 stycznia 1944 i zatopił podczas pierwszego ataku dwa statki: "Asuka Maru". (7523 BRT) i "Getsuyo Maru" (6440 BRT). Po groźnym kontrataku jednego z niszczycieli, który obrzucił go bombami głębinowymi, mimo poszukiwań przez okręty eskorty i samoloty ponownie zaatakował i zatopił kolejny statek "Yachiko Maru" (5747 BRT). 14 stycznia natknął się na konwój czterech statków ochraniany przez dwa okręty. Ostatnimi torpedami zatopił "Yamatsuru Maru" (3651 BRT). Postanowił wezwać następny okręt podwodny i w tym celu nadal śledził resztki konwoju. W trakcie śledzenia wynurzył się i próbował ogniem armaty uszkodzić lub zatopić zbiornikowiec, który ostrzelał go z własnej armaty i zmusił do zanurzenia. Na miejsce przybył USS Wcale, który storpedował i posłał na dno "Denmark Maru" (5780 BRT). Statki konwoju zaczęły uciekać w różnych kierunkach i jeden z nich skierował się prosto na Seawolfa, który wynurzył się i ogniem działa zmusił go do zawrócenia w kierunku USS Wcale, który zatopił go wystrzeloną torpedą. Był to "Tarushima Maru" (4800 BRT) (połowę zatopienia przyznano USS Seawolf). Okręt 27 stycznia 1944 powrócił do Pearl Harbor, skąd dwa dni później udał się do San Francisco na remont.
Po remoncie dowództwo okrętu objął komandor podporucznik Richard Barr Lynch i  16 maja wyruszył do Pearl Harbor, gdzie otrzymał zadanie sfotografowania wyspy Peleliu w ramach przygotowań do nadchodzącego ataku na tę twierdzę. Wykonał tę misję podczas 13 patrolu pomimo ciągłych patroli powietrznych wroga od 4 czerwca do 7 lipca. Po powrocie okręt podwodny udał się do Majuro w celu dokonania napraw i został przekierowany do Darwin. Tam otrzymał rozkaz wysłania go na specjalną misję do Tawi-Tawi, w archipelagu Sulu. Podczas czternastego patrolu okręt podwodny zbliżył się na około 600 m do plaży, wyładował zaopatrzenie, wysadził oddział dywersyjny i przyjął na pokład komandora Franka Younga (obserwator wybrzeża), którego zabrał do Brisbane. Trzecią misją było dostarczenie zaopatrzenia na północną część wyspy Palawan.
Na swój ostatni, piętnasty patrol, wyruszył 21 września 1944 pod dowództwem komandora podporucznika Alberta Mariona Bountiera. Po uzupełnieniu paliwa na wyspie Manus ruszył w kierunku. wschodniego wybrzeża wyspy Samar na Filipinach w celu dostarczenia ludzi i sprzętu.

## Historia zatonięcia
3 października 1944 o 7:56 USS Seawolf i USS Narwhal wymieniły sygnały rozpoznania radarowego u wybrzeży Morotai. Wkrótce potem grupa zadaniowa 7 Floty została zaatakowana przez japoński okręt podwodny RO-41. Niszczyciel eskortowy USS Shelton (DE-407) został storpedowany i zatopiony, a USS Richard M. Rowell (DE-403) rozpoczął poszukiwania okrętu podwodnego. Ponieważ w pobliżu ataku znajdowały się cztery przyjazne okręty podwodne, polecono im podać swoje pozycje i pozostałe trzy to zrobiły, ale Seawolf nie odpowiedział.
W dniu 4 października 1944 Seawolf ponownie otrzymał rozkaz podania swojej pozycji i ponownie tego nie zrobił. Jeden z dwóch samolotów z Midway zauważył zanurzający się okręt podwodny i zrzucił na niego dwie bomby, mimo że znajdował się w strefie bezpieczeństwa (korytarz bezpieczeństwa) dla amerykańskich okrętów podwodnych. Miejsce zostało oznaczone barwnikiem. USS Richard M. Rowell podpłynął do tego obszaru i nawiązał kontakt sonarowy z okrętem podwodnym, który następnie wysłał serię kresek i kropek, które według Rowella nie przypominały istniejących sygnałów rozpoznawczych. Rowell zaatakował miotaczem rakietowych bomb głębinowych. Po drugim ataku nastąpiły podwodne eksplozje, a na powierzchnię wypłynęły szczątki. Prawdopodobnie Seawolf został przypadkowo zatopiony w wyniku przyjacielskiego ostrzału.
W dniu 28 grudnia 1944 USS Seawolf został uznany za spóźniony z patrolu i przypuszczalnie zaginął wraz z 62-osobową załogą i 17 pasażerami z armii. Został oficjalnie skreślony z rejestru statków marynarki wojennej 20 stycznia 1945.
W trakcie wojny na Pacyfiku podczas 15 rejsów bojowych zatopił 18 jednostek (17 statków i 1 stary niszczyciel) japońskich po weryfikacji JANAC, co uczyniło go jedną z najskuteczniejszych amerykańskich jednostek podwodnych. USS Seawolf otrzymał 13 gwiazdek bojowych za służbę podczas wojny. Zatopiony prawdopodobnie 3 października 1944 wraz z całą załogą  i 17 pasażerami, których miano wysadzić w misji specjalnej) przez amerykański niszczyciel USS Richard M. Rowell (DE-403) podczas desantu pod Morotai.